# Resident Evil - Nemesis
Resident Evil - Nemesis, noto anche solo come Nemesis, è un romanzo horror fantascientifico pubblicato nel 2000 da S. D. Perry, quale adattamento del terzo capitolo della serie videoludica di Resident Evil, Resident Evil 3: Nemesis, nonché quinto capitolo dell'omonima serie di romanzi iniziata con Tyrant il distruttore.
Il romanzo è stato pubblicato in italiano per la prima volta nel 2002 come supplemento della collana Urania, da Mondadori.

## Contesto narrativo
A differenza dei precedenti volumi della serie, questo romanzo non inizia presentando la consueta, e fittizia, rassegna stampa riguardante gli eventi dei precedenti episodi, quanto, piuttosto, con una nota dell'autrice che propone le proprie scuse per eventuali discrepanze esistenti fra la serie di libri e la saga videoludica o fra i vari capitoli della serie di libri stessa:
(da Nemesis, di S.D. Perry)
Nemesis, in coerenza con la serie videoludica, riprendendo gli eventi già narrati ne La città dei morti dal punto di vista di Jill Valentine, precedentemente dichiarata in Europa insieme a Barry Burton e Chris Redfield, è infatti costretto ad allontanarsi dalla conclusione de L'orrore sotterraneo, nonché a riscrivere alcune scelte narrative precedentemente proprie dell'autrice.

## Trama
La storia inizia a seguito degli eventi di villa Spencer, introducendo il personaggio di Carlos Oliveira, un giovane mercenario inserito dalla Umbrella Corporation all'interno di un nuovo gruppo speciale per il contenimento delle minacce biologiche. 
Nel mentre in cui Carlos si sta dirigendo a raggiungere i propri compagni per partire, con loro, alla volta di Raccoon City, un uomo misterioso si presenta con il nome di Trent, raccomandando al giovane prudenza nella propria imminente missione e di non mancare a un appuntamento per le ore 17 al Grill 13, appuntamento in conseguenza del quale il suo destino potrebbe radicalmente cambiare.
Carlos, seppur incuriosito dalla sconosciuto, non offre credito alle sue parole e si riunisce ai propri compagni con i quali raggiunge la città. Non trascorre molto tempo dal loro arrivo all'interno di Raccoon City, tuttavia, prima che tutti loro possano rendersi conto dell'orrore che si è scatenato in città, dove gli zombie sembrano aver invaso l'intera area e, ovviamente, al loro arrivo iniziano a massacrarli.
L'attenzione si sposta su un'altra area della città, dove Jill Valentine si sta preparando a lasciare definitivamente la propria abitazione. Attraverso i pensieri di Jill, il lettore è informato che Rebecca Chambers nel contempo si è unita al gruppo di David Trapp, con cui ha affrontato gli orrori di Caliban Cove, mentre Barry e Chris sono partiti per l'Europa, alla ricerca di nuove informazioni per incastrare l'Umbrella Corporation.
Rimasta fino all'ultimo in città, nella speranza di poter convincere il capo Irons o il sindaco Harris della minaccia rappresentata dall'Umbrella Corporation, Jill è comunque ora costretta a evacuare prima che sia troppo tardi. Mentre cerca dei sopravvissuti incontra il suo vecchio collega del team S.T.A.R.S. Brad Vickers che la informa "...che lo hanno liberato..." prima di scappare e abbandonarla.
Purtroppo per Jill, un nuovo Tyrant è stato liberato per le vie della città, con un solo, tremendo scopo: eliminare tutti gli agenti S.T.A.R.S. lì rimasti. Ed essendo lei l'unica ancora in città dopo che il Tyrant ha ucciso Brad, quel Tyrant si ritrova a essere la sua nemesi (nemesis in inglese, da cui il titolo del libro).
Nel mentre in cui Jill è costretta a tentare di fuggire da Nemesis, incontra casualmente Carlos, uno dei pochi sopravvissuti fra i propri compagni.
Carlos, compreso l'incubo in cui si è ritrovato a essere, è corso al Grill 13, dove un telefono ha iniziato improvvisamente a squillare, ponendolo in contatto con Trent. Trent, in questa comunicazione, ha informato il mercenario dell'esistenza di un prototipo di antivirus all'interno dell'ospedale di Raccoon City e della possibilità di lasciare la città attraverso degli elicotteri presenti nell'impianto dell'Umbrella Corporation appena fuori dalla città. Inoltre, Trent raccomanda a Carlos prudenza, dal momento in cui potrà essere tradito da qualcuno quando meno se lo aspetta.
Nelle proprie parole, Trent desidera riferirsi a Nicholai Ginovaef un mercenario russo, sociopatico, a sua volta al servizio dell'Umbrella Corporation che, accanto all'incarico ufficiale del tutto equivalente a quello di Carlos, è stato nominato anche Cane da Guardia, un'assegnazione riservata a pochi eletti che, in tutta la città, stanno raccogliendo informazioni sull'evoluzione del T-Virus. Nicholai, tuttavia, ha deciso di fare il doppio gioco e di eliminare chiunque collegato all'Umbrella Corporation al fine di poter essere il solo a possedere le informazioni per le quali la multinazionale lo avrebbe successivamente pagato a caro prezzo.
Carlos, inconsapevole dei piani di Nicholai, fraintende in un primo momento il senso del messaggio di Trent e, quando incontra Jill, non riesce a fidarsi di lei. Reciprocamente Jill, scoprendo che Carlos lavora per l'Umbrella Corporation, non riesce a offrirgli piena fiducia.
Tuttavia, nella fuga Nemesis, i due riescono ad avvicinarsi e quando Jill resta ferita e infettata da T-Virus trasmessole dal Nemesis. Solo per merito di Carlos che incontrato Nicholai nell'ospedale, fortuitamente riesce a impossessarsi del vaccino (in possesso del russo) e a salvare Jill.
Trascorrono tre giorni, durante i quali Jill recupera le forze, Carlos resta a vegliare su di lei e Nicholai prosegue nei propri piani. Al terzo giorno, Nicholai ha modo di intravedere di sfuggita Ada Wong, collocando in ciò temporalmente gli eventi di questo romanzo rispetto ai precedenti.
Guarita dal T-Virus grazie all'antidoto, e recuperate le forze, Jill cerca di trovare un'occasione di fuga per lei e Carlos dirigendosi verso l'installazione dell'Umbrella Corporation nel mentre in cui questo è ancora addormentato. Carlos, in tutto ciò che è successo, non ha ancora avuto modo di informarla della presenza degli elicotteri e, quando si risveglia, si mette sulle sue tracce deciso a raggiungerla e scappare insieme a lei prima che sia troppo tardi: l'Umbrella Corporation ha infatti convinto il governo a usare delle testate nucleari per cancellare completamente Raccoon City ed eliminare il pericolo di contaminazione.
Il complesso dell'Umbrella Corporation è così scenario per l'ultimo scontro fra Jill, Carlos, Nicholai e Nemesis. Jill viene colta di sorpresa da Nicholai ma purtroppo per lui Nemesis lo assale alle spalle uccidendolo. Intanto sopraggiunge Carlos che sparando a un Nemesis ridotto a una pozzanghera in evoluzione cerca di aiutare Jill intenta a caricare un cannone laser. I due, all'ultimo, riescono così a salvarsi allontanandosi in elicottero prima che Raccoon City venga rasa al suolo.
A distanza, attraverso i satelliti, Trent osserva in silenzio lo svolgersi degli eventi, con la fuga di Jill e Carlos da un lato e quella di Leon S. Kennedy e Claire Redfield dall'altro, rimpiangendo la tragica perdita di Ada Wong da lui considerata purtroppo morta.

## Edizioni
- S. D. Perry, Resident Evil - Nemesis, Stefano Di Marino (traduttore), Mark Gerber (progetto della copertina), 1 ed., supplemento al n. 1434 di Urania, Mondadori, 2002.